# Bayrock Group
Bayrock Group war ein im Jahr 2001 von Tevfik Arif gegründetes New Yorker Immobilien-Entwicklungs- und Investment-Unternehmen. Als Immobilienentwickler war die Firma erfolglos. Im Jahr 2014 wurde keine Geschäftstätigkeit mehr beobachtet.

## Unternehmensstruktur
Tevfik Arif arbeitete 17 Jahre lang im sowjetischen Ministerium für Wirtschaft und Handel. Während des Zusammenbruchs der Sowjetunion war er stellvertretender Direktor für Hotelverwaltung. In den frühen 1990er Jahren zog er in die Türkei und war Projektentwickler für die Hotelkette Rixos. Er siedelte nach Brooklyn um, gründete Bayrock und eröffnete im Trump Tower ein Büro. Arif begann Projekte mit den prominenten Milliardären Donald Trump und Alexander Mashkevich. Zur „Eurasia Group“ von Maschkewitsch hatte Arif enge Verbindungen, Maschkewitsch wurde zusammen mit Patokh Chodiev und Alidschan Ibragimow in Kasachstan nur „das Trio“ genannt – sie hatten nach dem Zusammenbruch der Sowjetunion einen erheblichen Teil der riesigen mineralischen und Erdgasreserven des Landes unter ihre Kontrolle gebracht.
Der Darstellung von Forbes zufolge handelt es sich bei der Bayrock-Gruppe „um eine Reihe gemeinsam gesteuerter, aber nicht im Vollbesitz befindlicher Gesellschaften mit beschränkter Haftung.“
Bayrock Group LLC besaß Mehrheitsanteile an etwa zwölf nachrangigen Holdings. Diese Holdings wiederum besaßen Mehrheitsanteile an Unterfirmen, die einzelne Immobilienprojekte repräsentieren. So vertrat etwa Bayrock Spring Street das Trump SoHo, Bayrock Camelback das Phoenix Hotel-Projekt und Bayrock Merrimac das Trump Fort Lauderdale Hotel. Weitere Unterfirmen sind Bayrock Whitestone und Bayrock Ocean Club.
Von 2002 bis 2008 war Felix Sater, der ausgedehnte Verbindungen zum Organisierten Verbrechen besaß (ebenso wie sein Vater Michail Scheferowski alias Michael Sater, der Kontakte zu Mafiaaktivitäten in Russland und zum Gangster-Syndikat von Semjon Judkowitsch Mogilewitsch hatte), eine hochrangige Führungskraft bei Bayrock und Berater für Donald Trump und The Trump Organization während des Baus von Trump SoHo in 2006.
Zu den Fehlinvestitionen von Bayrock gehörte das New Yorker 46-stöckige Trump SoHo-Eigentumswohnungshotel, dessen Hauptentwickler eine Partnerschaft war, die von Bayrock und der FL Group, einem privaten isländischen Investmentfonds, gegründet wurde. Die FL Group ging in der großen Finanzkrise 2008 bankrott. Laut Anklage war sie eine Quelle für leichtes Geld aus Russland und Kasachstan. Ihre Einnahmen wurden bis zur Krise als Zinszahlungen deklariert und an eine Tochterfirma im US-Steuerparadies Delaware überwiesen.